# Saint-Avit (Landes)
Saint-Avit település Franciaországban, Landes megyében. Lakosainak száma 691 fő (2022. január 1.). Saint-Avit Bougue, Canenx-et-Réaut, Gaillères, Lucbardez-et-Bargues, Mazerolles, Mont-de-Marsan, Uchacq-et-Parentis és Cère községekkel határos.

## Népesség
A település népessége az elmúlt években az alábbi módon változott:
| Lakosok száma | 281  | 411  | 481  | 608  | 578  | 609  | 672  | 694  | 703  | 691  |
|               | 1968 | 1982 | 1990 | 2006 | 2013 | 2015 | 2017 | 2019 | 2020 | 2022 |